# Verwaltungsgemeinschaft Scheibenberg-Schlettau
Die Verwaltungsgemeinschaft Scheibenberg-Schlettau im Erzgebirgskreis in Sachsen (Deutschland) besteht aus
- der Stadt Scheibenberg als erfüllende Gemeinde
- und der Stadt Schlettau.

Seitens der Stadt Schlettau wurde im Laufe des Jahres 2009 eine Auflösung der Verwaltungsgemeinschaft vorangetrieben, um so als Ergebnis einer Bürgerbefragung den Weg zu einem Zusammenschluss mit der Nachbargemeinde Crottendorf möglich zu machen. Dieser Schritt wurde am 29. September 2009 von den Partnern im Gemeinschaftsausschuss der Verwaltungsgemeinschaft abgelehnt. Auch das Sächsische Innenministerium zeigte sich ablehnend und favorisiert stattdessen eine „Einbeziehung der Gemeinde Crottendorf in die örtliche Verwaltungseinheit Scheibenberg – Schlettau“, da eine von den drei Partnern gebildete Einheitsgemeinde auch langfristig genügend Einwohner hätte, um leistungsfähige Verwaltungsstrukturen halten zu können. Im Dezember 2009 wurde bekannt, dass die drei Bürgermeister erste Sondierungsgespräche für ein solches Dreierbündnis aufnehmen wollen.